# Hämtegölen
Hämtegölen är en sjö som ligger på gränsen mellan Jönköpings kommun och Nässjö kommun i Småland och ingår i Motala ströms huvudavrinningsområde.